# Statue de Notre-Dame de France
Pour les articles homonymes, voir Notre-Dame de France.
Ne doit pas être confondu avec Statue de Notre-Dame de France (Baillet-en-France).
La statue de Notre-Dame de France est une statue monumentale en fonte dominant la ville du Puy-en-Velay en France. Cette Vierge à l'Enfant est construite sur les plans de Jean-Marie Bonnassieux entre 1856 et 1860, à partir de canons capturés lors du siège de Sébastopol. Elle est bénie solennellement par l'évêque du Puy, Auguste de Morlhon, le 12 septembre 1860.

## Emplacement
La statue se situe à 757 mètres d'altitude,, au sommet du « rocher Corneille » — reste d'un neck en basalte de 132 mètres de haut — situé dans le nord de la ville du Puy-en-Velay, dans la région Auvergne-Rhône-Alpes en France.

## Histoire
C'est un prédicateur jésuite, le Révérend Père Xavier de Ravignan (1795-1858), qui, le premier, a l'idée d'ériger une statue de la Sainte Vierge au sommet du « rocher Corneille ». Il en parle à l'abbé Théodore Combalot (1797-1873) lors d'une retraite au Puy, qui, enthousiasmé, expose aussitôt le projet aux prêtres du diocèse rassemblés en la cathédrale Notre-Dame-de-l'Annonciation le 26 juillet 1850. L’évêque du lieu, Auguste de Morlhon, accueille le projet avec engouement et, après diverses études préparatoires, crée le 5 mars 1853 une commission chargée de préparer et surveiller l'exécution des travaux. Ce « comité de l’œuvre de Notre-Dame de France » lance dans le même mois un concours européen, doté de trois mille francs, destiné à choisir le modèle de la statue et une souscription, le 16 juillet 1853, qui prend le relais des quêtes organisées dans tout le diocèse dès 1850.
Le concours rencontre un succès inespéré, puisque des artistes de toute l'Europe envoient leur propositions. C'est finalement pas moins de 53 (ou 54) maquettes qui sont présentées et exposées au public pendant une semaine dans une salle de l'hôtel de ville du Puy. Le 8 novembre 1853, le jury présidé par Auguste de Morlhon vote à bulletins secrets pour le modèle de Jean-Marie Bonnassieux.
Dès lors, les travaux peuvent commencer et, le 10 décembre 1854, la première pierre est posée. Mais, malgré le succès de la souscription — qui rapportera en tout 325 000 francs —, des difficultés financières se font sentir, menaçant tout le projet. Le 5 septembre 1855, Auguste de Morlhon se rend alors à Paris pour plaider cette cause auprès de l'Empereur Napoléon III. En plus d'obtenir de lui un don de 10 000 francs, l'évêque le convainc — sur l'inspiration du maréchal Pélissier — d'offrir les canons qui seront capturés si le siège de Sébastopol, alors en cours, réussit et que la paix revient. Trois jours plus tard, la ville tombe. Le 30 mars 1856, le traité de Paris mettant fin à la guerre de Crimée est signé et, vingt jours après, l'Empereur tient sa promesse en livrant 150 000 kg de fonte de fer provenant des canons de marine de Sébastopol.
En mars 1856, la fonte de la statue commence à Givors dans les hauts fourneaux de la Société des Hauts-Fourneaux et Fonderies de Givors E. Prénat & Cie. Les travaux du piédestal, qui n'avaient guère avancé depuis la pose de la première pierre, reprennent alors. Le 28 juillet 1859, les premiers éléments de la statue arrivent au Puy, où ils sont peu à peu assemblés.
Le 12 septembre 1860, la statue, enfin achevée, est bénie solennellement par Auguste de Morlhon en présence de près de 120 000 fidèles.
La statue et son socle sont inscrits aux monuments historiques en 1997, et entièrement restaurés en 2012,,. Ils constituent le monument le plus visité du département de la Haute-Loire avec 115 399 visiteurs en 2024.
Depuis au moins les années 1930, une rumeur circule, à propos du sculpteur qui se serait suicidé du haut de la statue après s'être rendu compte que Jésus était du mauvais côté de la Vierge sur son œuvre. Cette rumeur est fausse, le sculpteur ayant rempli fidèlement le cahier des charges tel que prévu lors du concours. La même légende existe à propos de la réplique de la statue à La Vouise,. Jean-Marie Bonnassieux est en fait décédé à l'âge de 81 ans au matin du 3 juin 1892, soit 32 ans plus tard, à son domicile au 11, rue de Saint-Simon, dans le 7e arrondissement de Paris.

## Caractéristiques
La statue représente la Vierge Marie couronnée d'étoiles, se tenant debout sur un demi globe terrestre où elle écrase du pied un serpent, et tenant sur son bras droit l'Enfant Jésus qui bénit la ville et la France.
Elle s'élève sur un piédestal en arkose de Blavozy de 6,70 mètres de haut et mesure elle-même 16 mètres, pour une circonférence de 17. Les pieds de la Vierge font chacun 1,92 m, son avant-bras 3,75 m, sa main de 1,56 m et le pourtour de la tête de l'Enfant Jésus 4,80 m.
Sa masse totale est estimée à 835 tonnes, dont 680 pour le piédestal, 110 pour la statue — dont 1,1 tonne pour la tête de l'Enfant-Jésus et 600 kg pour son bras qui bénit la ville — et 45 pour son revêtement,.
Conçue comme une structure autoporteuse, elle est composée d'une centaine de pièces de fonte fixées entre elles par des boulons de gros calibre. Un escalier de pierre composé de 33 marches est aménagé dans le piédestal et permet d'accéder à l'intérieur de la statue qui est creux et comporte un escalier tournant en fonte de 58 marches qui dessert trois étages, prolongé par une échelle de 16 barreaux qui permet d'accéder à la couronne de la Vierge. Longtemps fermé au public pour des raisons de sécurité, l'accès à cette dernière est à nouveau possible depuis janvier 2013, mais la vue se fait désormais au travers d'un dôme translucide mis en place lors des travaux de rénovation de 2012. À chaque niveau, quatre petites ouvertures offrent un panorama sur la ville du Puy et ses environs.

## Galerie
- Dessins dans Le Magasin pittoresque en 1862[29]

Dessins dans Le Magasin pittoresque en 1862
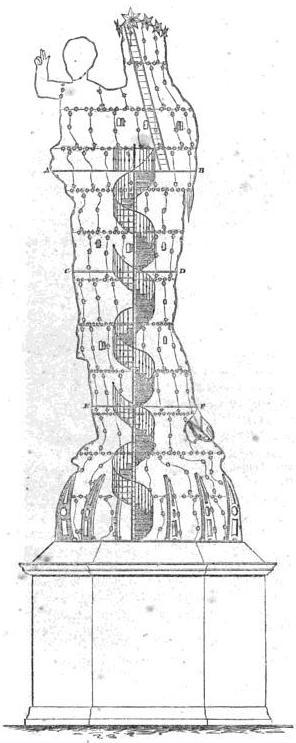
Coupe verticale montrant l'intérieur de la statue.
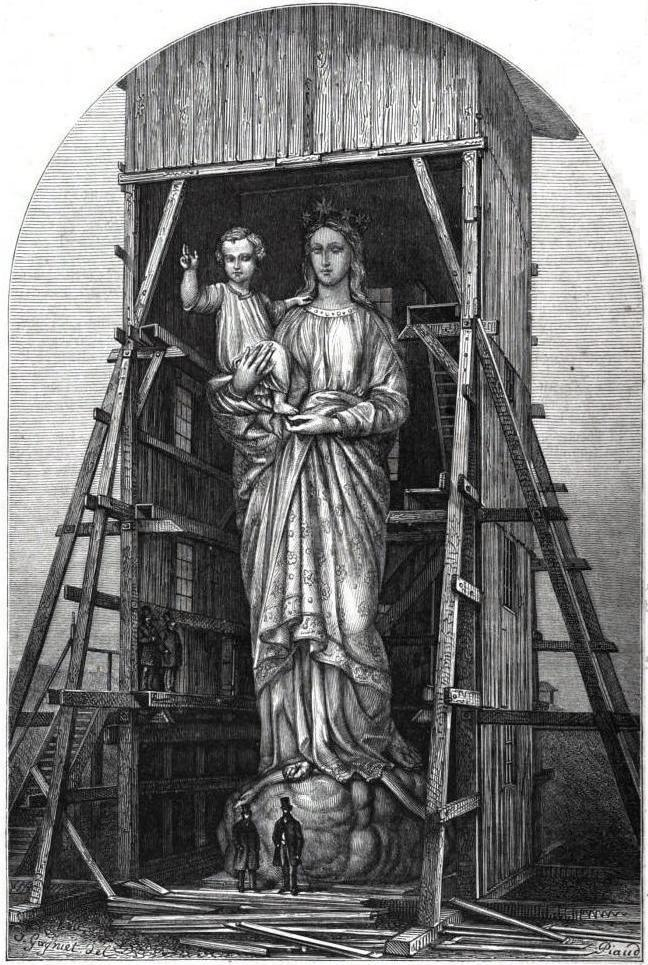
Modèle en plâtre de la statue, Jules Gagniet.
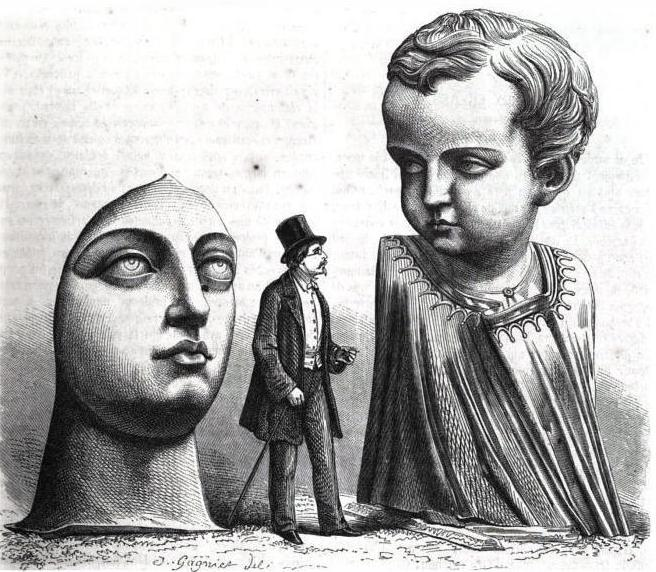
Tête de la Vierge du Puy et buste de l'Enfant Jésus comparés à la taille humaine, Jules Gagniet.
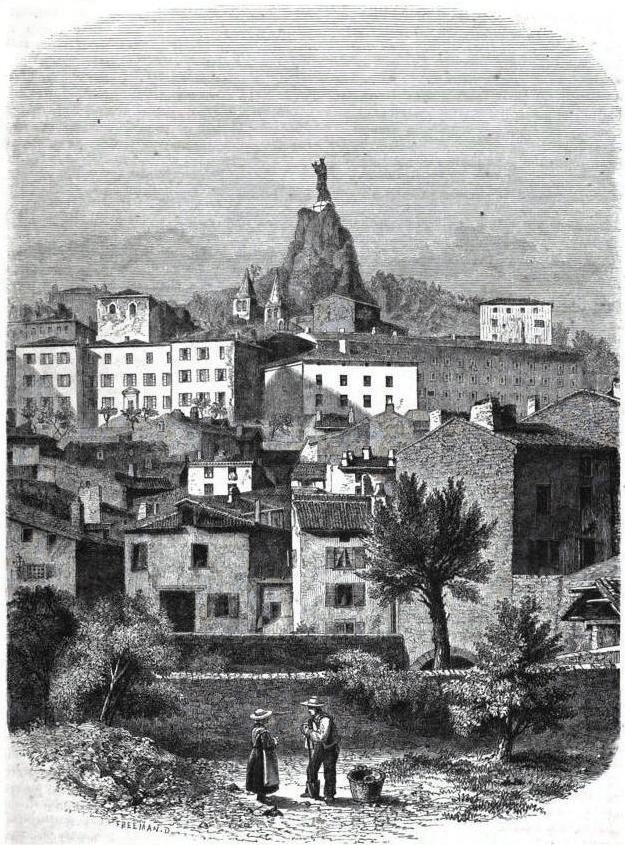
Vue de la Vierge colossale et d'une partie de la ville du Puy, William Henry Freeman.

Photographies contemporaines
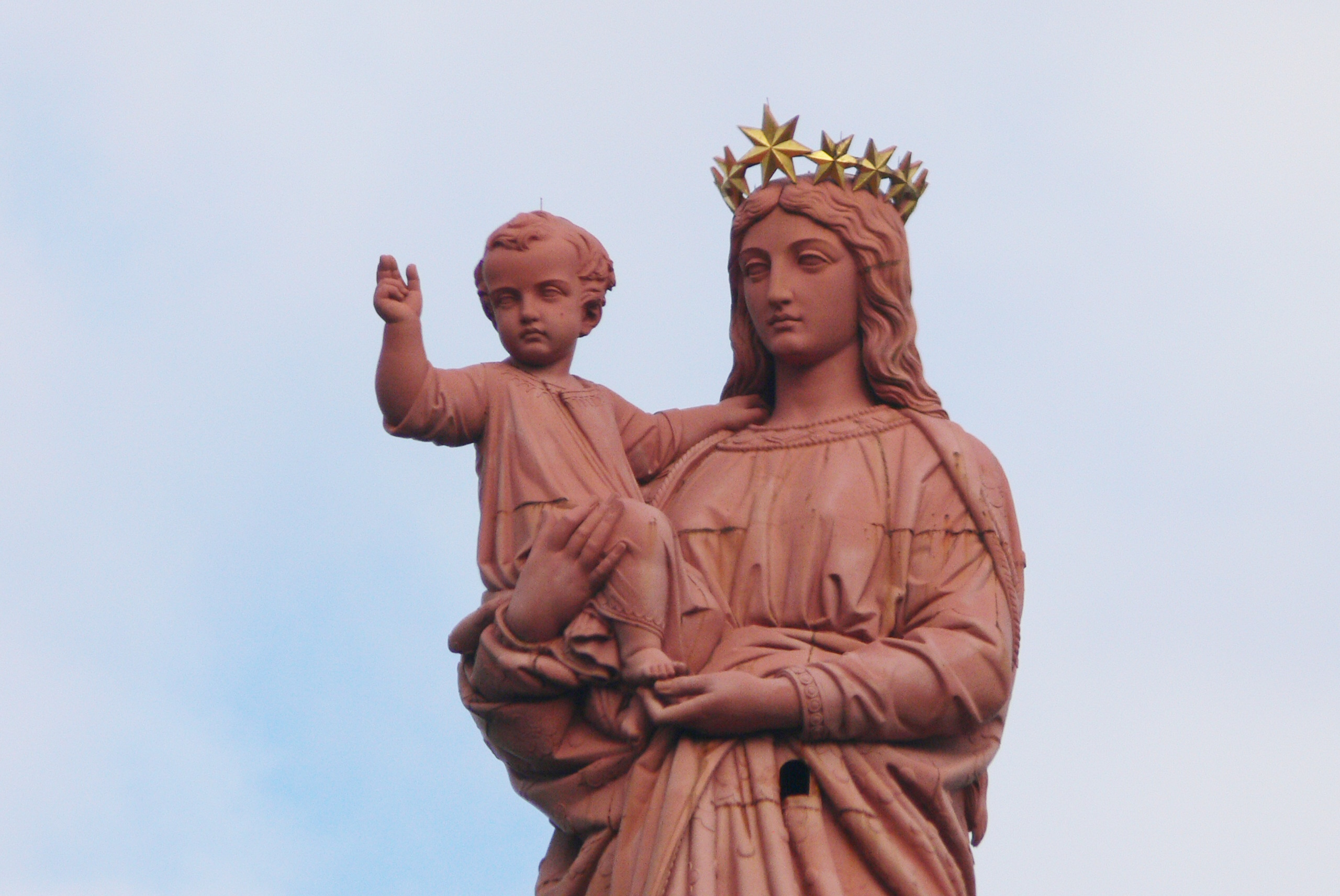
Vue de face.
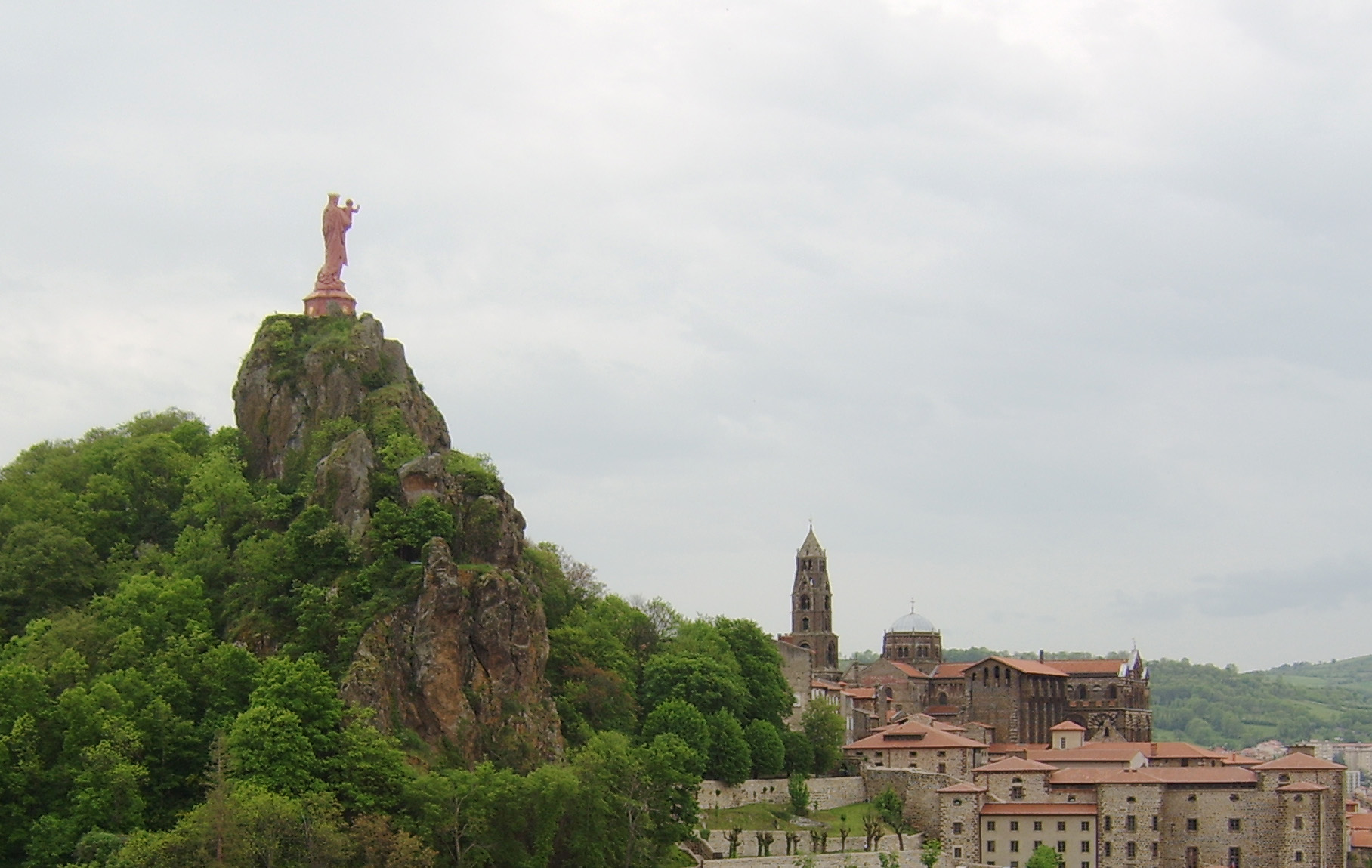
Vue à distance.
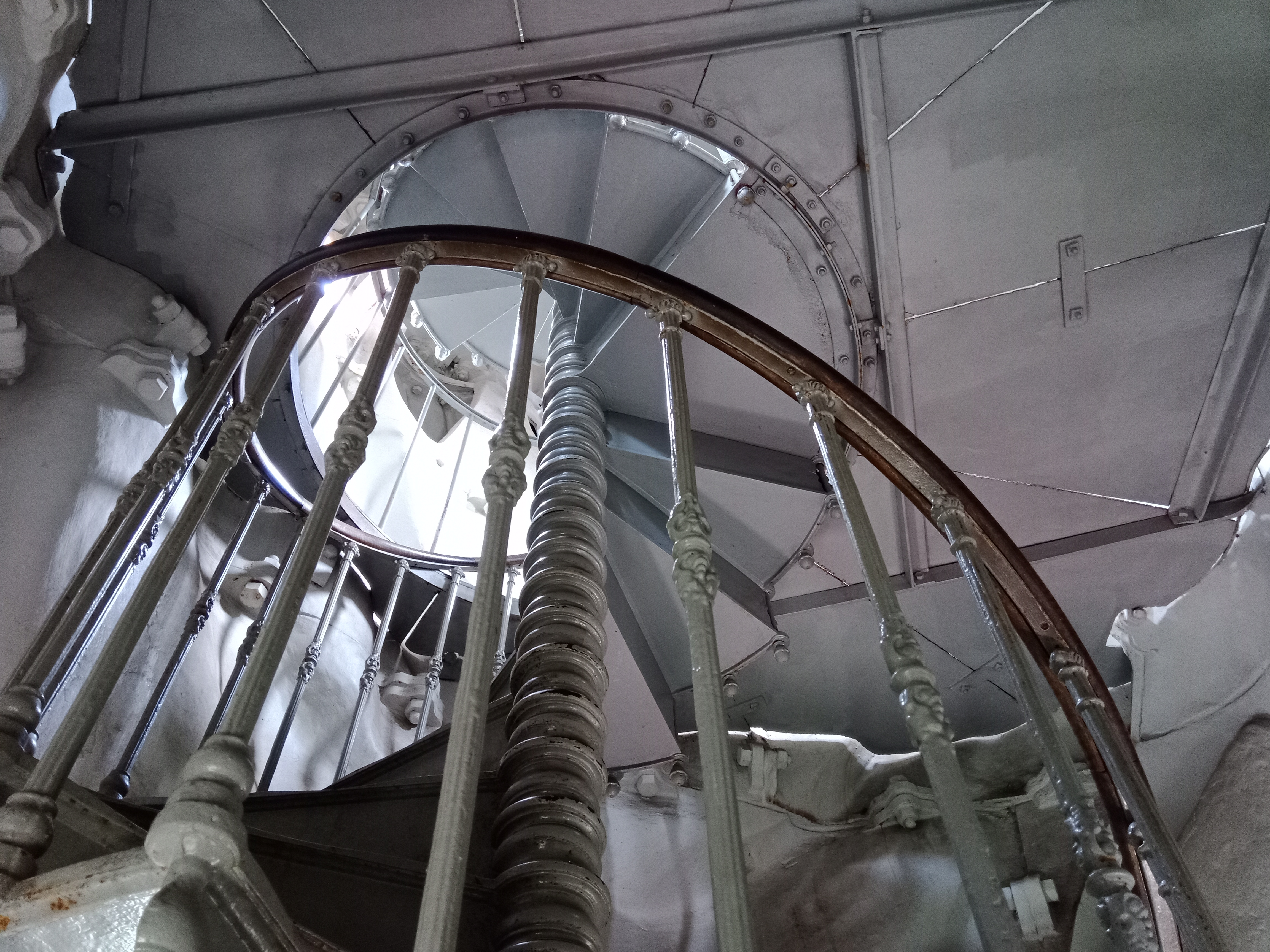
L'intérieur de la statue.
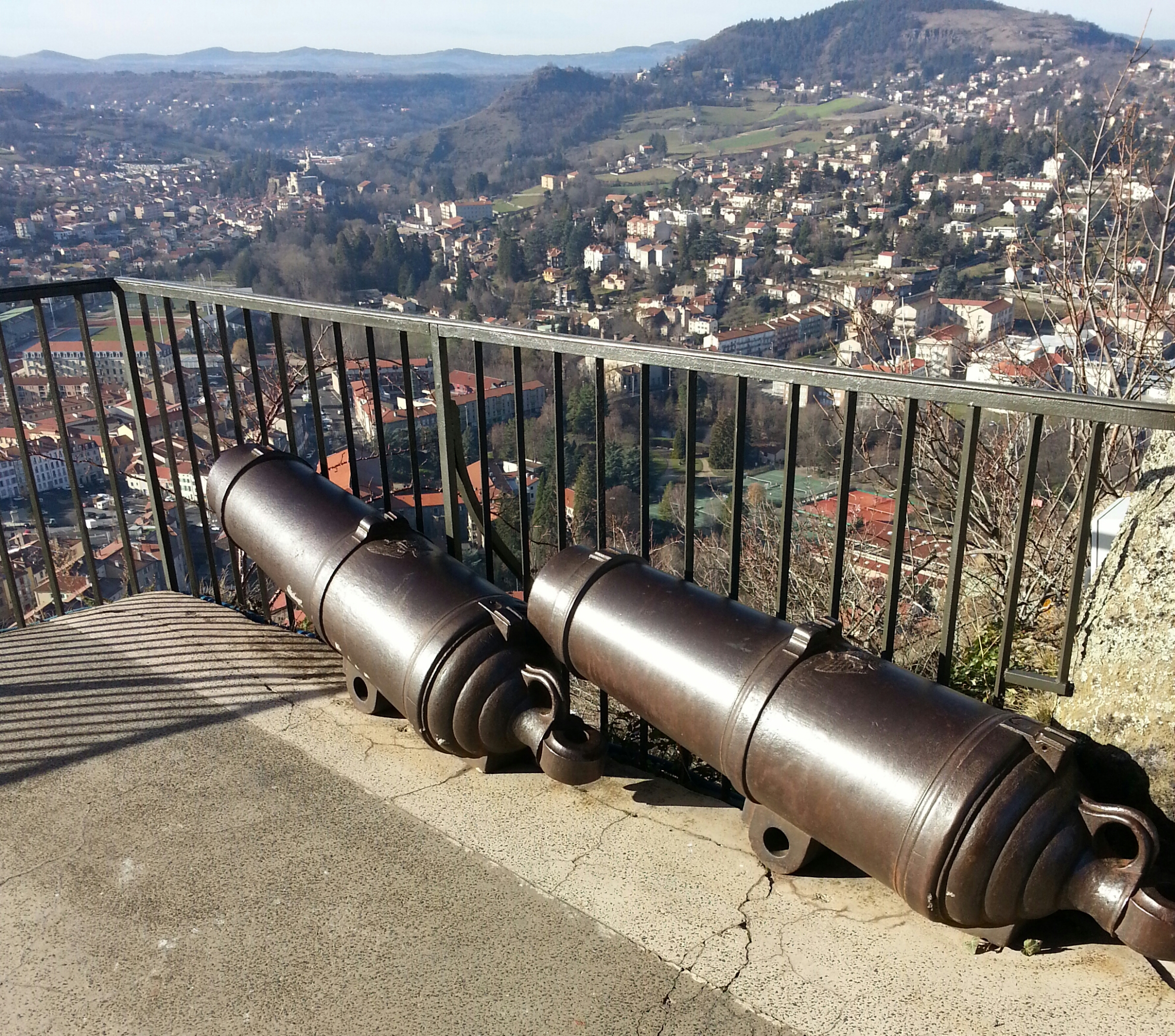
Canons russes au pied de la statue.
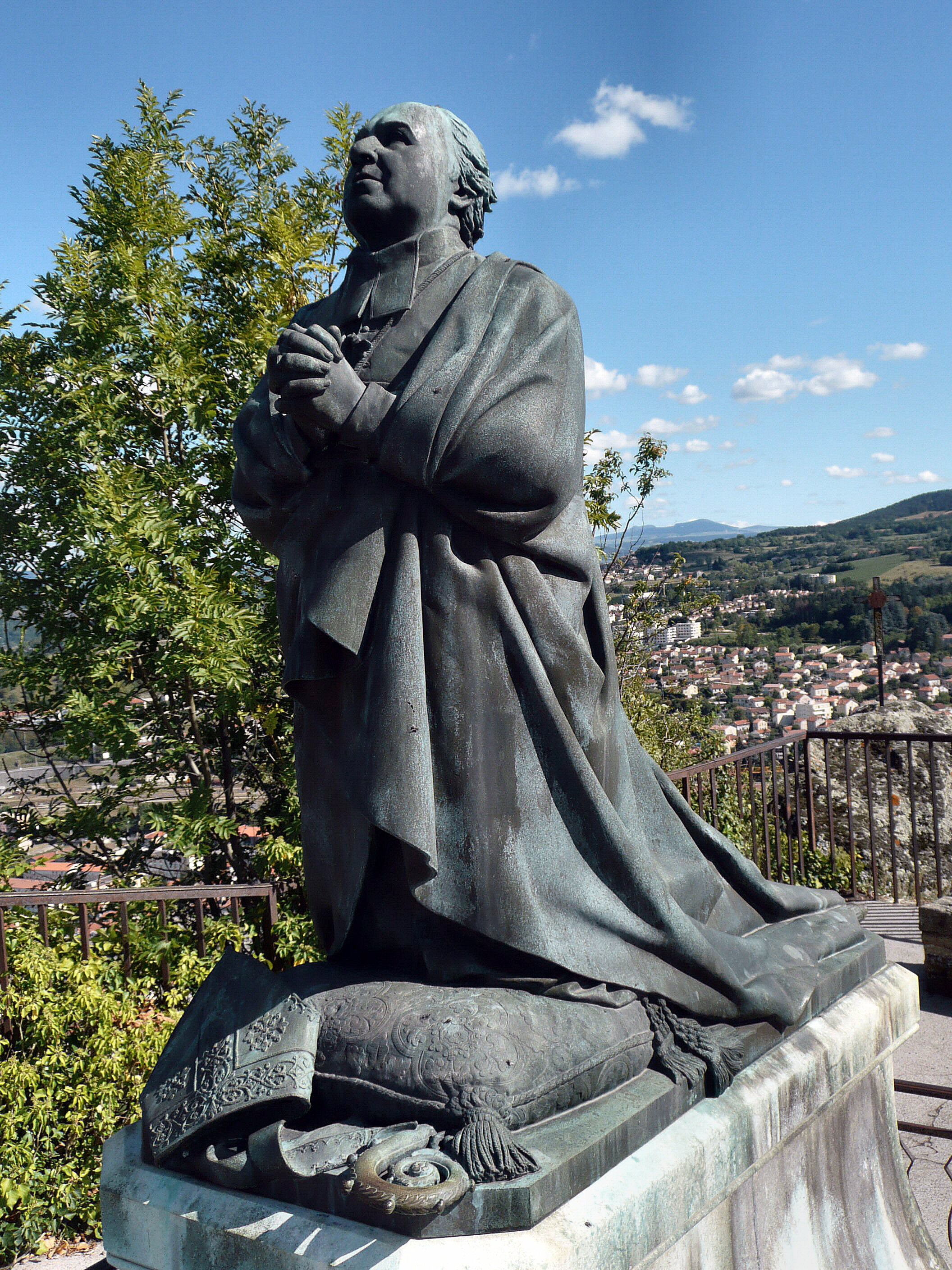
Statue de l'évêque, Auguste de Morlhon, au pied de la statue de la Vierge.